# Colom verdós de les Comores
El colom verdós de les Comores (Treron griveaudi) és una espècie d'ocell de la família dels colúmbids (Columbidae) que habita els boscos de Mohéli, a les illes Comores. Sovint considerat una subespècie de Treron australis.